# Музей Писанка
Музей Писанка — музей декоративных пасхальных яиц в городе Коломыя Ивано-Франковской области. В коллекции музея более 12000 яиц из разных регионов Украины и стран мира. Среди экспонатов музея и яйца с автографами известных политических деятелей Украины. По результатам акции «Семь чудес Украины» музей оказался на восьмом месте по голосам интернет-пользователей и на семнадцатом месте по голосам экспертов.

## История формирования музея
Музей был создан на основе коллекции яиц в музее народного искусства Гуцульщины и Покутья им. Иосафата Кобринского. Сначала экспозиции проводились в Коломыйской церкви святого Благовещения. 23 сентября 2000 года во время 10-го Международного гуцульского фестиваля музей был открыт в специализированном здании, частью которого является памятник писанке, высота которой достигает 13,5 метров, а диаметр — 10 метров. Таким образом коломыйский памятник является самой большой писанкой в мире. Здание было спроектировано Игорем Евстахиевичем Шуманом, оформляли ансамбль местные художники Василий Андрушко и Мирослав Ясинский. Помещение музея изготовлено полностью из цветного стекла, а общая площадь созданного таким образом витража составляет больше 600 квадратных метров.

## Награды
По результатам акции «Семь чудес Украины» в 2007 году Музей занял 8–е место по голосам интернет-пользователей и 17–е место по голосам экспертов. Музей удостоен специальной награды - памятник современной Украины.
В 2017 году за высокий рейтинг от посетителей, Музей получил сертификат-награду от популярного в мире сайта для путешественников TripAdvisor, на котором находится более 500 миллионов отзывов об учреждениях туристической сферы в мире.